# Vráto
Vráto, bis 1923 Vráta (deutsch Brod), ist eine Gemeinde in Tschechien. Sie liegt vier Kilometer nordöstlich des Stadtzentrums von Budweis in Südböhmen und gehört zum Okres České Budějovice.

## Geographie

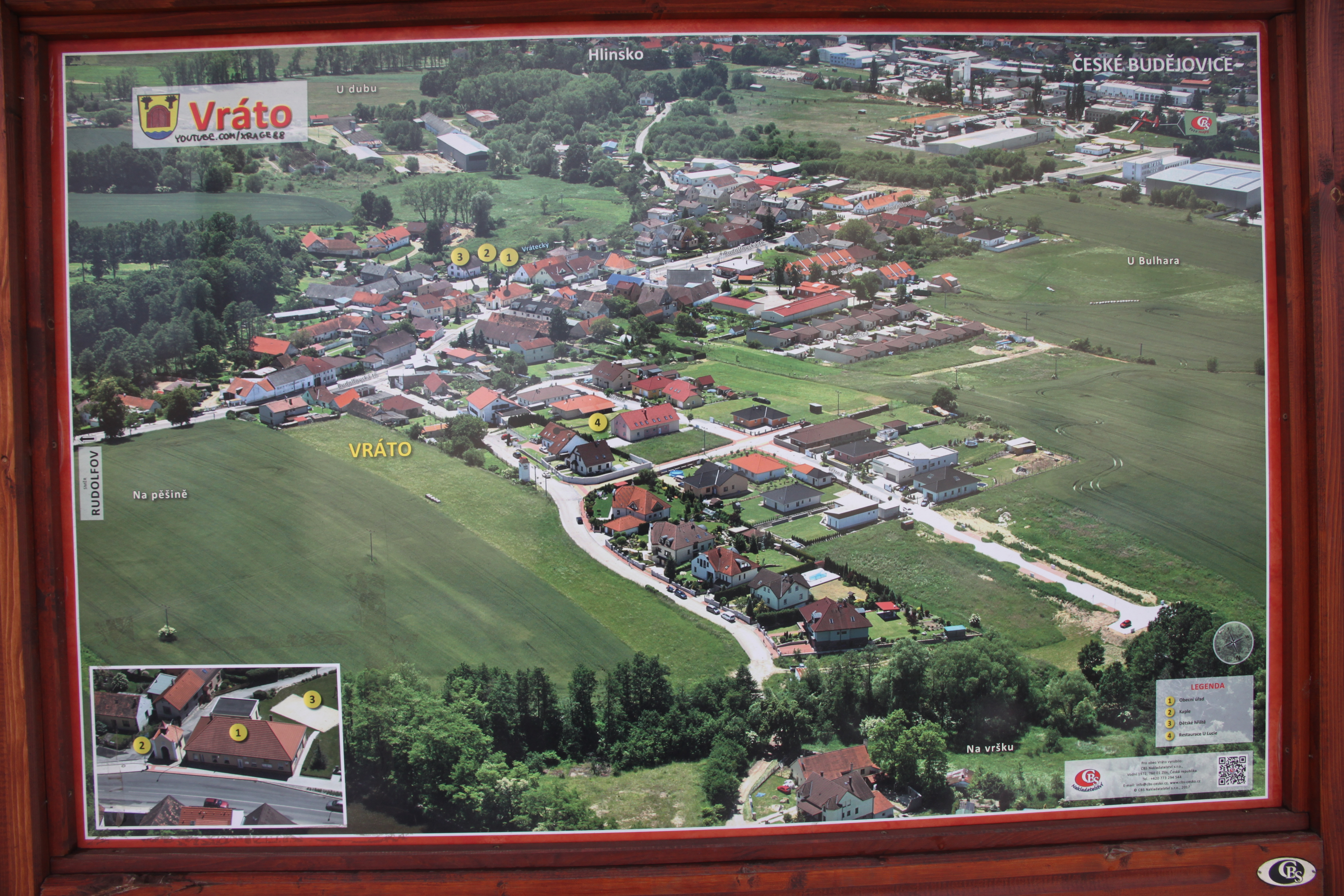
Vráto aus der Luft

Vráto erstreckt sich rechtsseitig des Baches Dubičný potok am Fuße der Lischauer Schwelle im Budweiser Becken. Gegen Norden liegt das Tal des Baches Čertík mit dem Teich Kačer. Südöstlich erhebt sich der Dlouhý vrch (551 m) und nordwestlich der Červený vrch (429 m).
Nachbarorte sind Úsilné im Norden, Hůry und Adamov im Nordosten, Rudolfov im Osten, Dubičné im Südosten, Dobrá Voda u Českých Budějovic im Süden, Hlinsko und Nové Vráto im Südwesten, Husova kolonie im Westen sowie Světlík und Nemanice im Nordwesten.

## Geschichte
Es wird angenommen, dass das Dorf nach der Gründung der Stadt Budweis an deren Ausfallstraße nach Osten angelegt wurde.
Die erste schriftliche Erwähnung von Brod erfolgte 1375. Im Jahre 1384 bestand das Dorf aus 15 Bauernwirtschaften mit insgesamt acht Huben Land. Bei der Verschwörung der deutschen Bürger von Budweis gegen den Bürgermeister Andreas Puklitz von Wstuch (Ondřej Puklice ze Vstuh) wurde der tödlich Verwundete am 25. Mai 1467 im Kerker des Budweiser Rathauses von den zur Bewachung eingesetzten Broder Bauern gefoltert. Der tschechische Ortsname Wrata ist 1479 erstmals nachweislich. Im Jahre 1498 bestätigte König Vladislav II. Jagiello der Stadt den „langjährigen Besitz“ der Dörfer Wrata, Wesce (Vesce), Pucharky (Pohůrka), Dubiczen, Lince (Hlinsko), Mlade (Mladé), Wrben německá oder Suchowrbnj (Suché Vrbné), Rožnow (Rožnov), Litwinowice, Ssindlowy Dwory (Šindlovy Dvory), Haklowy Dwory (Haklovy Dvory) und Wrben česká (České Vrbné). Die Dörfer wurden 1543 in der Landtafel als Besitz der königlichen Stadt Budweis eingetragen. Im zweiten Drittel des 16. Jahrhunderts wurde östlich des Dorfes der Silberbergbau aufgenommen. Auf den Feldern von Brod entstanden entlang des Streichens des Rudolfstädter Silbergangzuges u. a. die Zechen Zwölftausend Ritter (Dvanácti tisíc rytířů), Gabe Gottes (Boží dar), Goldenes Kalb (Zlaté tele), Goldner Löwe (Zlatý lev), St. Anna (Svatá Anna), St. Joachim (Svatý Jáchym), Reicher Trost (Bohatá útěcha), Fünf Brüder (Pět bratří), Grüne Eiche (Zelený dub) und Gottes Gnade (Milost boží). Vom Rudolfstadter Bergbau profitierte auch Brod, das jedoch weiterhin bäuerlich geprägt blieb. Ein Teil der Bewohner arbeitete als Bergleute in den Gruben. Mit dem Beginn des Dreißigjährigen Krieges setzte der Niedergang des Bergbaus ein. In der berní rula von 1654 sind für Brod 16 Wirtschaften aufgeführt, im Jahre 1713 waren es noch genau so viele. Am 26. Jänner 1734 vernichtete ein Großfeuer fünf Gehöfte. Im Jahre 1840 bestand Brod / Wrata aus 31 Häusern mit 220 größtenteils deutschsprachigen Einwohnern. Pfarrort war Rudolphstadt. Bis zur Mitte des 19. Jahrhunderts blieb das Dorf immer der Stadt Budweis untertänig.
Nach der Aufhebung der Patrimonialherrschaften bildete Brod/Vráta ab 1850 mit dem Ortsteil Hlinz/Hlinsko eine Gemeinde in der Bezirkshauptmannschaft und dem Gerichtsbezirk Budějovice/Budweis. Zum Ende des 19. Jahrhunderts entstand an der Budweiser Straße unterhalb des Dorfes die Arbeitersiedlung Neu Brod/Nové Vráta, in der vor allem Tschechen lebten. Im Jahre 1896 gründete die deutsche Bevölkerung von Brod eine Freiwillige Feuerwehr. Zu Beginn des 20. Jahrhunderts verlagerte sich das örtliche Geschehen in das von der Stadtnähe geprägte Neu Brod, während das nunmehr zumeist als Alt Brod / Stará Vráta bezeichnete eigentliche Dorf weiterhin bäuerlich geprägt war. Brod bestand im Jahre 1900 aus 62 Häusern mit 688 überwiegend deutschsprachigen Einwohnern. Im Jahre 1910 hatte die Gemeinde 1133 Einwohner, davon waren 673 Tschechen und 460 Deutsche. Im Ortsteil Brod/Vráta (einschließlich Neu Brod) lebten 837 Personen, davon 556 Tschechen und 281 Deutsche. 1911 wurde die Überlandbuslinie von Budweis nach Wittingau aufgenommen; diese brachte jedoch dem Dorf anfänglich keine Vorteile, weil die Busse zunächst wegen der Nähe zu Budweis nicht in Brod hielten. Nach der Gründung der Tschechoslowakei 1918 erfolgte eine Tschechisierung der Gemeindeverwaltung. Der deutsche Bürgermeister Mottz wurde abgesetzt und eine Verwaltungskommission einberufen, deren Vorsitzender Froněk 1919 zum neuen Bürgermeister gewählt wurde. Die deutsche Bevölkerungsgruppe verweigerte die Unterzeichnung einer Vereinbarung über die zweisprachige Bezeichnung des Ortes. 1921 lebten in den 106 Häusern der Gemeinde Brod/Vráta 728 Tschechen und 222 Deutsche; Alt Brod  / Staré Vráta bestand aus 44 Häusern und hatte 265 mehrheitlich deutschsprachige Einwohner. Der tschechische Ortsname wurde 1924 in Vráto geändert. 1929 nahm eine zweiklassige tschechische Dorfschule den Unterricht auf. Im Jahr darauf erfolgten Verhandlungen über den Bau eines Flugplatzes nördlich des Dorfes auf den Feldern über dem Čertík-Tal, der jedoch nicht zustande kam und 1935 bei Planá errichtet wurde. 1938 entstand in Nové Vráto eine tschechische Freiwillige Feuerwehr. Nach dem Ende des Zweiten Weltkrieges wurde zwischen Juni und Juli 1945 der Besitz der deutschen Bewohner konfisziert; sie wurden in das Internierungslager Suché Vrbné verbracht und bis 1946 vertrieben. Auf ihren Gehöften wurden Tschechen angesiedelt. Zur gleichen Zeit verließen auch vor allem junge Leute aus Nové Vráto den Ort und suchten in den Grenzgebieten ihr Glück. Der örtliche Nationalausschuss (MNV) lehnte 1946 die vorgeschlagene Eingemeindung nach Budweis ab. 1949 wurde die Gemeinde an das Budweiser Trolleybusnetz angeschlossen. Am 1. Januar 1952 wurde Vráto mit Hlinsko und Nové Vráto nach České Budějovice zwangseingemeindet. Ab 1960 bildete Vráto mit dem Ortsteil Hlinsko wieder eine eigene Gemeinde, Nové Vráto blieb seither ein Stadtteil von České Budějovice. Zwischen Vráto und Nové Vráto begann 1962 der Bau einer Plattenbausiedlung, im Jahre 1976 entstand dort auch ein Industriegebiet. Zu Beginn des Jahres 1976 erfolgte die Eingemeindung nach Rudolfov. Nach einem Referendum löste sich Vráto am 24. November 1990 wieder von Rudolfov los und bildet seitdem eine eigene Gemeinde. Im Jahre 1991 lebten in den 57 Häusern von Vráto 186 Menschen.

## Gemeindegliederung
Für die Gemeinde Vráto sind keine Ortsteile ausgewiesen.

## Sehenswürdigkeiten
- Kapelle des hl. Wenzel am Dorfplatz, erbaut um 1900
- Gehöfte Nr. 3, 5, 12, 23, 29, 33 und 38 im Bauernbarockstil
- Klassizistisches Haus Nr. 20 neben der Kapelle

## Söhne und Töchter der Gemeinde
- Jiří Zeman (1926–1993), Maler